# 1972年夏季残疾人奥林匹克运动会美国代表团
1972年夏季残疾人奥林匹克运动会美国代表团是美国派出的1972年夏季残疾人奥林匹克运动会代表团。获得17枚金牌、27枚银牌和31枚铜牌。